# Chimarra hamularis
Chimarra hamularis är en nattsländeart som beskrevs av Sun 1997. Chimarra hamularis ingår i släktet Chimarra och familjen stengömmenattsländor. Inga underarter finns listade i Catalogue of Life.